# Titularbistum Cerasus
Cerasus (ital.: Cerasonte) ist ein Titularbistum der römisch-katholischen Kirche. 
Es geht zurück auf einen früheren Bischofssitz in der antiken Stadt Cerasus in der römischen Provinz Cappadocia bzw. in der Spätantike Pontus Polemoniacus an der Schwarzmeerküste der heutigen Türkei. Es gehörte der Kirchenprovinz Neocaesarea in Ponto an.
| Titularbischöfe von Cerasus |                                  |                                                 |                |                  |
| Nr.                         | Name                             | Amt                                             | von            | bis              |
| 1                           | Louis-Joseph-Marie Auneau SMM    | Apostolischer Vikar von Shiré (Uganda)          | 4. Mai 1910    | 5. November 1959 |
| 2                           | Arturo Antonio Szymanski Ramírez | Koadjutorbischof von San Andrés Tuxtla (Mexiko) | 20. April 1960 | 21. März 1965    |